# Xã Pike, Quận Muscatine, Iowa
Xã Pike (tiếng Anh: Pike Township) là một xã thuộc quận Muscatine, tiểu bang Iowa, Hoa Kỳ. Năm 2010, dân số của xã này là 823 người.